# Cisticola njombe
Cisticola njombe là một loài chim trong họ Cisticolidae.